# 베트남메기속
베트남메기속(학명: Pangasius 팡가시우스[*])는 동남아시아와 남아시아의 민물에 사는 물고기로 메콩메기과의 속 중 하나이다. 팡가시우스라는 단어는 종종 상업용 베트남메기를 부르는 말이기도 하다.

## 분류학
1993년에는 헬리코파구스(Helicophagus)와 함께 메콩메기과의 속 중 하나였다.

## 요리

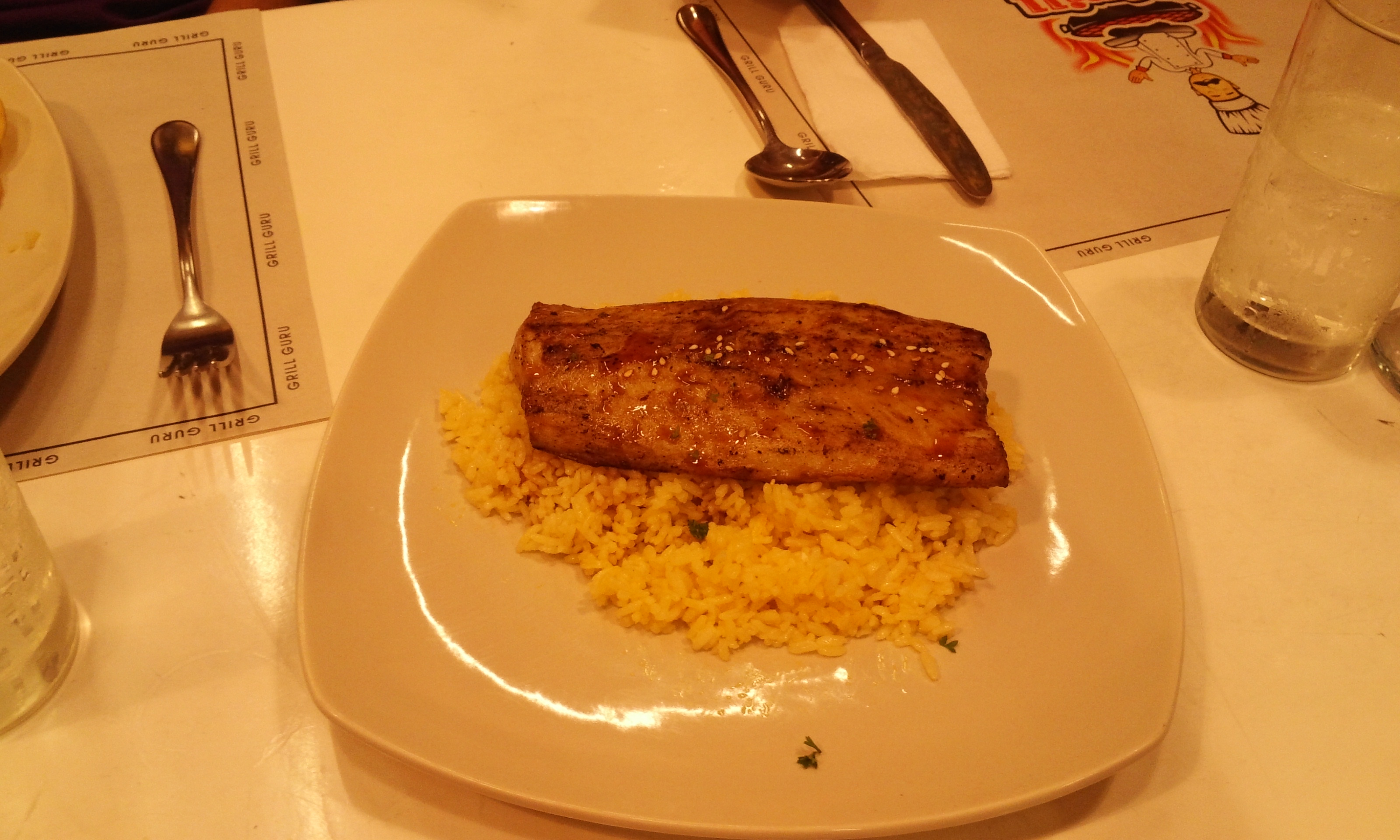
튀긴 크림도리 요리와 밥